# (182) Elsa
(182) Elsa – planetoida z grupy pasa głównego asteroid okrążająca Słońce w ciągu 3 lat i 278 dni w średniej odległości 2,42 j.a. Została odkryta 7 lutego 1878 roku w Austrian Naval Observatory (Pula, półwysep Istria) przez Johanna Palisę. Pochodzenie nazwy nie jest pewne, może pochodzić ona od Elsy z Brabancji, postaci z legendy Lohengrin na podstawie której Richard Wagner napisał operę pod tym samym tytułem.